# Pentaschistis rigidissima
Pentaschistis rigidissima är en gräsart som beskrevs av Hans Peter Linder. Pentaschistis rigidissima ingår i släktet Pentaschistis och familjen gräs. Inga underarter finns listade i Catalogue of Life.